# Kompania

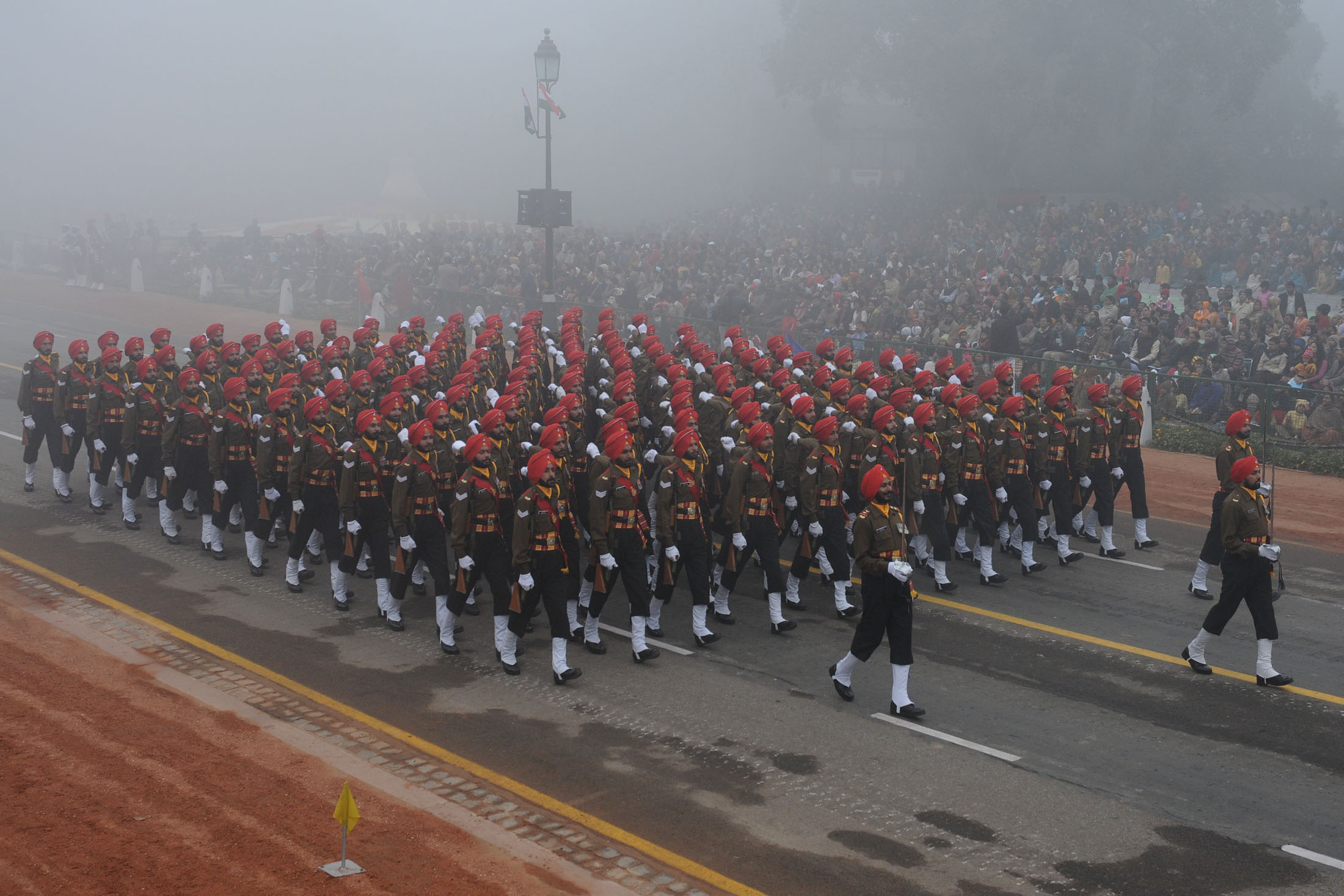
Kompania armii indyjskiej

Oznaczenie kompanii piechoty wojsk własnych na mapach NATO

Kompania (fr. compagnie) – pododdział wojska, zazwyczaj liczący około 60-110 żołnierzy, podoficerów i oficerów. Składa się zazwyczaj z pododdziału dowodzenia, 3–4 plutonów zasadniczego rodzaju wojsk, ewentualnie plutonu wsparcia. Zazwyczaj trzy, rzadziej dwie lub cztery kompanie wchodzą w skład batalionu. Kompanie czasami mogą wchodzić w skład pułku, a nawet brygad czy dywizji (jak np. kompania zaopatrzenia, obsługi).
Obecnie w SZ RP, jak i w większości sił zbrojnych świata, etatowym dowódcą kompanii (baterii) jest oficer w stopniu kapitana.
W niektórych rodzajach wojsk kompania posiada swoje analogiczne odpowiedniki jak np. bateria w artylerii, lub szwadron w kawalerii.

## Historia
Kompania w XIV–XV wieku istniała w zachodniej Europie jako oddział wojsk najemnych lub zaciężnych o różnej liczebności. Kompania mogła wtedy składać się zarówno z piechoty, jak i z jazdy, a jej dowódcą był kapitan.
W XVI wieku kompanie liczyły na ogół po kilkuset żołnierzy, a niekiedy nawet 1000 albo 2000. Kilka lub kilkanaście kompanii tworzyło regiment.
Od połowy XVII wieku kilka lub kilkanaście kompanii łączono w batalion. Liczba żołnierzy w kompanii spadła nawet do kilkudziesięciu (w armii francuskiej). W regimencie jazdy kilka kompanii łączono w szwadron. Złożone z kompanii bataliony i szwadrony stały się powszechne w końcu XVII wieku. Biorąca udział w bitwie warszawskiej w 1656 roku przyboczna kompania rajtarii szwedzkiej Karola Gustawa liczyła 145 żołnierzy.
Na przełomie XVII i XVIII wieku saska kompania piechoty liczyła 150 żołnierzy – 5 takich kompanii tworzyło w armii saskiej batalion. Kompanie jazdy saskiej były znacznie mniej liczne, a regiment jazdy liczył 12 kompanii. Kompania kirasjerów liczyła 58 żołnierzy, a kompania dragonów – 52 żołnierzy.
W Polsce od połowy XVII wieku kompanią nazywano rotę w piechocie autoramentu cudzoziemskiego, w dragonii oraz częściowo w rajtarii. W wojskach tych jednak często, a szczególnie w drugiej połowie XVII wieku, używano nazwy chorągiew jako równoznacznej z nazwą kompania.
W końcu XVIII wieku zaczęto dzielić kompanię na plutony. Na początku XIX wieku ostatecznie przestano dzielić szwadrony na kompanie. W Polsce podział szwadronu na kompanie istniał w latach 1773–1789, następnie w okresie Legionów, Księstwa Warszawskiego i Królestwa Kongresowego.

## Literatura
- Mała Encyklopedia Wojskowa, 1967, Wydanie I